# Stoßtrupp Adolf Hitler

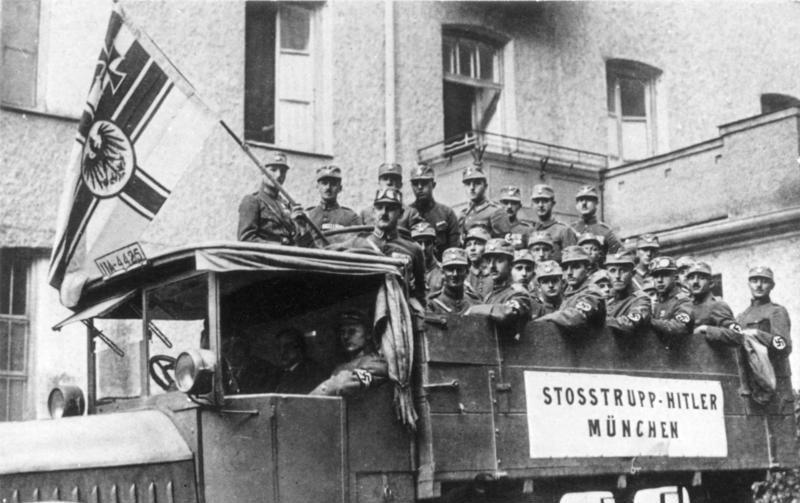
Członkowie Stoßtrupp Adolf Hitler. Monachium, 1923

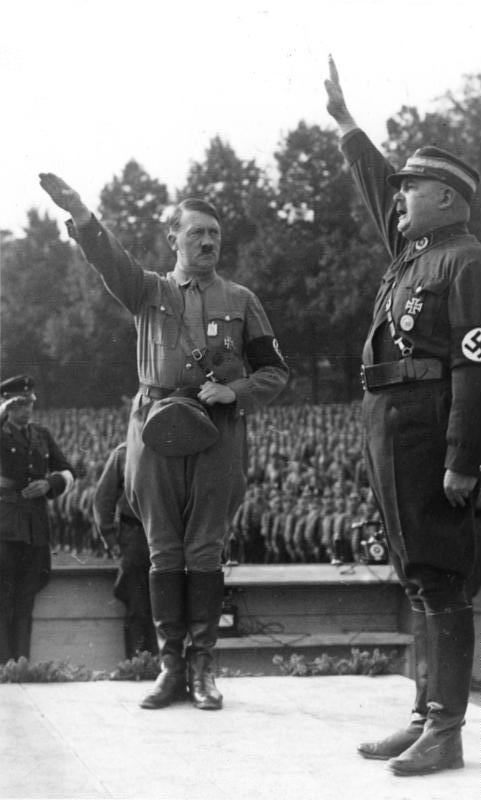
Adolf Hitler i Ernst Röhm. Norymberga, 1933

Stoßtrupp Adolf Hitler, pisownia zastępcza: Stosstrupp Adolf Hitler (Oddział uderzeniowy Adolfa Hitlera, Oddział szturmowy Adolf Hitler) – bojówka powołana do ochrony Adolfa Hitlera, istniejąca w 1923.

## Historia
Hitler (ur. 1889, zm. 1945), lider Narodowosocjalistycznej Niemieckiej Partii Robotników (NSDAP) już w 1921 zdał sobie sprawę, że w partii tworzył się ośrodek niezależny od jego rozkazów. W sierpniu 1921 zostały utworzone partyjne bojówki Sturmabteilung (SA), używane m. in. do rozbijania wieców komunistycznych i do rozprawiania się z przeciwnikami NSDAP, jednak faktycznie podlegały one rozkazom Ernsta Röhma i miały służyć osobistym dążeniom Röhma do władzy. Hitler nie ufał SA-manom. Chcąc zapewnić sobie bezpieczeństwo, Hitler zaczął otaczać się najbardziej oddanymi sobie zwolennikami. Z ich grona w marcu 1923 powstała Stabswache (Warta sztabowa), powołana do ochrony Hitlera przed wrogami zewnętrznymi, ale również przed wewnętrznymi. Po kilku tygodniach, w maju Stabswache została zreorganizowana i przekształcona w Stoßtrupp Adolf Hitler, pod dowództwem Josepha Berchtolda, grupę większą i bardziej sformalizowaną. Członkami oddziału byli m. in. Josef Dietrich i Ulrich Graf. Ich posłuszeństwo było bezwzględne, a rozkazy otrzymywali wyłącznie i bezpośrednio od Hitlera. Całym ich zadaniem było zapewnienie mu bezpieczeństwa. Na czarnych czapkach nosili znak trupiej główki: „Jako ostrzeżenie dla wrogów i znak dla naszego wodza, że jesteśmy gotowi oddać życie za jego sprawę”. Członkowie Stabswache, jak i Stoßtrupp Adolf Hitler zostali zwerbowani w monachijskiej piwiarni z kręgielnią Torbräu. Oddział był uzbrojony w rewolwery i gumowe pałki. „Chrzest bojowy” grupy miał miejsce podczas nieudanego zamachu stanu – puczu monachijskiego z 8 na 9 listopada 1923, kiedy zginęło 5 członków oddziału. Po puczu Stoßtrupp Adolf Hitler został zdelegalizowany, a Hitler uwięziony w zakładzie karnym Landsberg. W kwietniu 1925 Hitler zlecił Juliusowi Schreckowi sformowanie nowej gwardii przybocznej i wówczas zostały utworzone Schutzstaffel (SS), złożone na początku z ośmiu byłych członków Stoßtrupp Adolf Hitler.